# Tractat de Batum
El Tractat de Batum fou un acord entre la República Democràtica d'Armènia i l'Imperi Otomà, firmat a Batum el 4 de juny de 1918 durant l'inici de la partició de l'Imperi Otomà. Constava de catorze articles i fou el primer tractat de l'Armènia independent. Es rubricà mentre l'Exèrcit de l'Islam, una força otomana que buscava conquerir noves terres, es trobava a set quilòmetres d'Erevan i tan sols a deu quilòmetres de Vagharxapat. Mitjançant aquest tractat, l'imperi va recuperar el Caucas sud-occidental.
Quinze dies després que se signés el tractat, es va sol·licitar que els delegats armenis acudissin a la capital otomana, Constantinoble. El tractat havia de ser examinat i ratificat pels Imperis Centrals.
Va ser objecte de controvèrsia, ja que el general Andranik havia abandonat el Govern del Dashnaktsutiun, s'havia negat a acceptar les fronteres estipulades en ell, havia continuat combatent i havia proclamat un nou Estat anomenat República de l'Armènia Muntanyenca. El 1918, les seves activitats es van concentrar en el Zanghezur-Karabaj, zona que unia l'Imperi Otomà i la República Democràtica de l'Azerbaidjan. Tots dos països van caure posteriorment sota el control de la Rússia soviètica.
Als territoris que es van lliurar a l'imperi, la majoria dels 1 250 000 habitants d'abans de la guerra havia estat armènia, més de 400 000 d'ells concentrats en el sector cedit de la província d'Erevan.